# Sorbiers (Loara)
Sorbiers – miejscowość i gmina we Francji, w regionie Owernia-Rodan-Alpy, w departamencie Loara.
Według danych na rok 1990 gminę zamieszkiwało 7101 osób, a gęstość zaludnienia wynosiła 583 os./km² (wśród 2880 gmin regionu Rodan-Alpy Sorbiers plasuje się na 112. miejscu pod względem liczby ludności, natomiast pod względem powierzchni na miejscu 966.).